# Clădirea fostului spital particular (Edineț)
Clădirea fostului spital particular este o clădire amplasată în Edineț, Republica Moldova. Este un monument arhitectural de importanță națională inclus în Registrul monumentelor Republicii Moldova ocrotite de stat cu nr. 666 (raionul Edineț). Datează din 1910.